# Parascyllium elongatum
 Parascyllium elongatum  ist eine Haiart aus der Familie der Kragenteppichhaie. Die Art wurde erst 2008 anhand eines Exemplars beschrieben, das sich im Magen eines in 50 Metern Tiefe vor der Westküste Australiens gefangenen Hundshais (Galeorhinus galeus) befand.

## Merkmale
Der Holotyp, ein Weibchen, war 42,1 Zentimeter lang. Von anderen Arten der Gattung Parascyllium unterscheidet sich Parascyllium elongatum durch den besonders schlanken, fast aalartigen Körper, die Körperhöhe beträgt nur etwa 5,5 % der Körperlänge, den sehr kleinen Kopf, der weniger als 13 % der Körperlänge lang ist und die kleinen Augen, deren Durchmesser nur 8 % der Kopflänge erreicht. Die Brustflossen und Rückenflossen sind klein, die niedrigen Rückenflossen haben abgerundete Spitzen. Parascyllium elongatum ist grau gefärbt. An den Seiten zeigen sich dunkle Bänder, die von diagonalen Reihen weißer Punkte voneinander getrennt sind.  

## Verbreitung und Lebensraum
Parascyllium elongatum ist bisher nur von der Westküste Australiens (Western Australia) und bislang nur durch ein einziges Exemplar bekannt.

## Lebensweise
Über die Lebensweise der Art liegen keine Informationen vor. Sie ist wahrscheinlich eierlegend (ovipar) und ernährt sich von kleinen Fischen und wirbellosen Tieren.

## Verhältnis zum Menschen
Die International Union for Conservation of Nature (IUCN) führt die Art entsprechend der fehlenden Daten als „Data deficient“ auf ihrer Liste der gefährdeten Arten.